# Mountain Iron
Mountain Iron és una població dels Estats Units a l'estat de Minnesota. Segons el cens del 2000 tenia 2.999 habitants.

## Demografia
Segons el cens del 2000, Mountain Iron tenia 2.999 habitants, 1.326 habitatges, i 847 famílies. La densitat de població era de 23,4 habitants per km².
Dels 1.326 habitatges en un 27,6% hi vivien nens de menys de 18 anys, en un 50,2% hi vivien parelles casades, en un 10,1% dones solteres, i en un 36,1% no eren unitats familiars. En el 31,2% dels habitatges hi vivien persones soles el 13,4% de les quals corresponia a persones de 65 anys o més que vivien soles. El nombre mitjà de persones vivint en cada habitatge era de 2,26 i el nombre mitjà de persones que vivien en cada família era de 2,83.
Per edats la població es repartia de la següent manera: un 22,9% tenia menys de 18 anys, un 9,4% entre 18 i 24, un 24,3% entre 25 i 44, un 27,9% de 45 a 60 i un 15,5% 65 anys o més.
L'edat mediana era de 41 anys. Per cada 100 dones de 18 o més anys hi havia 90,4 homes.
La renda mediana per habitatge era de 35.163 $ i la renda mediana per família de 52.695 $. Els homes tenien una renda mediana de 41.806 $ mentre que les dones 22.837 $. La renda per capita de la població era de 18.761 $. Entorn del 7,8% de les famílies i el 10,7% de la població estaven per davall del llindar de pobresa.

## Poblacions més properes
El següent diagrama mostra les poblacions més properes.